# Suop Mobile
Suop es un operador móvil virtual con cobertura de red Orange. Es el primer operador móvil colaborativo en España, lanzado el 17 de diciembre de 2013, con el objetivo de involucrar a los usuarios en la propuesta de ideas, ayuda a otros usuarios y definición de tarifas y servicios. Los usuarios obtienen beneficios por su participación en la comunidad. 

## Historia
La comunidad de Suop nace el 30 de septiembre de 2013, dentro de la corriente del consumo colaborativo. El servicio se lanzó comercialmente el 17 de diciembre de 2013, en calidad de operador móvil virtual bajo la cobertura de Orange España. 
Suop nace inspirado en la filosofía del operador colaborativo británico Giffgaff, siguiendo la tendencia imparable en todo el mundo que renueva las fórmulas tradicionales de compartir, intercambiar, prestar, alquilar y regalar gracias la tecnología y las comunidades. 
El sistema de beneficios consiste en la obtención de puntos por colaborar en el foro, participar en las encuestas del blog, hacer propuestas para la wiki o invitar amigos. Los usuarios tienen la posibilidad de canjear los puntos acumulados por saldo gratis, convertirlo en dinero en metálico vía PayPal o donarlo a una ONG. 
En 2016, Suop incorpora un programa de fidelización de Cashback y lanza una beta de contrato que incorpora tarifas con servicio 4G. El 1 de septiembre de 2016, los antiguos clientes de Simly Móvil, el operador móvil lanzado por Media Markt,  pasan a formar parte de Suop.

## Productos y servicios

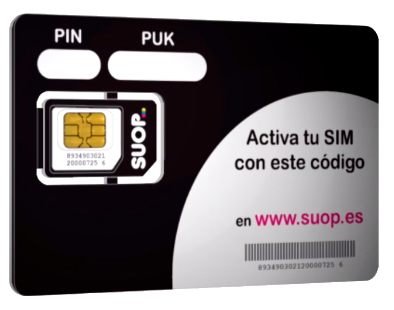
Tarjeta TripleSIM de Suop

La estrategia de comercialización de Suop se centra en el segmento de productos a bajo coste. Su identidad reside en la personalización y flexibilidad de tarifas, que no están sujetas a compromisos de permanencia. 
El primer producto de Suop fue una tarjeta SIM prepago provista de todos los servicios de telefonía móvil 2G y 3G estándar. Después del lanzamiento, se introdujeron paquetes de minutos y datos que el cliente podía combinar según su consumo. El tamaño y personalización de los bonos fue votado en los foros de la comunidad. 
A partir de agosto de 2016, Suop incluye la modalidad de contrato con tarifas que incluyen servicio 4G. 
La gestión de la línea se realiza vía Internet por el propio cliente. Los problemas específicos pueden plantearse en la comunidad y ser resueltos por otros miembros de Suop, a cambio de puntos canjeables por saldo o dinero en metálico vía Paypal. También existe un servicio de atención al cliente vía correo electrónico y vía telefónica. La venta y recarga también está disponible en puntos físicos.